# Kontrolladresse
Kontrolladresse (auch Testadresse oder Deckadresse; im englischen seed address oder seed) ist ein Begriff des Direktmarketings und bezeichnet eine gefälschte Adresse, die so verändert wurde, dass sie zwar postalisch zustellbar bleibt, aber eindeutig einer bestimmten Quelle, einer Kundendatenbank oder einem bestimmten Auszug aus einer Kundendatenbank, zuzuordnen ist. Gleichzeitig stellt die Modifikation der Adresse sicher, dass diese nicht parallel öffentlich zugänglich ist.

## Funktionsweise
Hinter Kontrolladressen stehen keine lebenden Personen. Über den Eingang von Post, Anrufen, Faxen oder E-Mails kann der Missbrauch von Adressen aufgedeckt und nachgewiesen werden.
Kontrolladressen-Systeme basieren auf der Annahme, dass gestohlene Kundenadressen irgendwann auch kontaktiert – also angeschrieben, angerufen, angefaxt oder angemailt – werden. Anhand der eingehenden Kontakte auf die Testadressen wird ein Adressenmissbrauch festgestellt und dem Adresseneigner gemeldet. Über den Kontaktierenden und den letzten bekannten Adressverarbeiter (zum Beispiel: Datenverarbeiter, Lettershop, Callcenter) kann der Datenverlust / Adressenmissbrauch rekonstruiert werden.
Kontrolladressen können einem Datenbestand, beispielsweise vor einer Verarbeitung oder Vermietung, direkt zugespielt werden. Man spricht davon, einen Datenbestand zu „infizieren“ oder zu „impfen“. In diesem Fall darf eine Kontrolladresse sich nicht von den anderen, echten Kundendaten unterscheiden. Sie sollte beispielsweise ebenfalls eine Kundennummer aufweisen und der angewendeten Sortierung folgen.
Für einen rechtssicheren Nachweis eines Adressenmissbrauchs muss der komplette Prozess – vom Erzeugen, über das Einbringen einer Kontrolladresse in einen Adressenbestand bis zur Dokumentation eines Kontaktes – komplett belegbar und abgesichert sein.